# Clypeaster speciosus
Clypeaster speciosus is een zee-egel uit de familie Clypeasteridae.
De wetenschappelijke naam van de soort werd in 1870 gepubliceerd door Addison Emery Verrill.